# ني لافا (كوزاني)
ني لافا (Νέα Λάβα) هي مدينة في كوزاني في مقاطعة فوريا إلادا في اليونان.